# Fidase Peak
Der Fidase Peak (in Argentinien Cerro Los Bucles, in Chile Cerro Muga) ist ein markanter und 915 m hoher Berg im Norden des Grahamlands auf der Antarktischen Halbinsel. Auf der Trinity-Halbinsel ragt er 15 km östlich des Mount Jacquinot am westlichen Ende des Mott-Schneefelds auf.
Das UK Antarctic Place-Names Committee benannte ihn am 12. Februar 1964 nach dem Akronym für die Falkland Islands and Dependencies Aerial Survey Expedition (1955–1957) unter der Leitung des britischen Geodäten Peter Grey Mott (1913–1995), in deren Zielgebiet dieser Berg liegt. Der Hintergrund der argentinischen Benennung ist nicht überliefert. Namensgeber der chilenischen Benennung ist Hernán Muga M., ein Teilnehmer der 6. Chilenischen Antarktisexpedition (1951–1952).